# Cherninia
Cherninia là một chi temnospondyli tuyệt chủng. Xương hóa thạch của nó được tìm thấy ở Ấn Độ. Loài này đã có một hộp sọ rất lớn dài 1,4 m (4,6 ft). Chiều dài cơ thể được cho là đã lên đến 4,3 m (14,1 ft).